# Krai de Krasnodar
El krai de Krasnodar (en ruso: Краснодарский край; en ucraniano: Краснодарський край) es uno de los nueve krais que, junto con los cuarenta y siete óblast, veintidós repúblicas, cuatro distritos autónomos y tres ciudades federales, conforman los ochenta y cinco sujetos federales de Rusia. Su capital es la homónima Krasnodar. Está ubicado en el distrito Sur limitando al norte con Rostov, al este con Stávropol, al sureste con Karacháyevo-Cherkesia y Georgia, al suroeste con el mar Negro y al oeste con el estrecho de Kerch que lo separa de Crimea, y el mar de Azov. Su territorio rodea a Adigueya.
Con 76 000 km², es el número 23 en la lista de territorios rusos ordenados por su tamaño. Este krai es el más poblado del Distrito Federal Sur y el tercero más poblado de la nación.

## Geografía

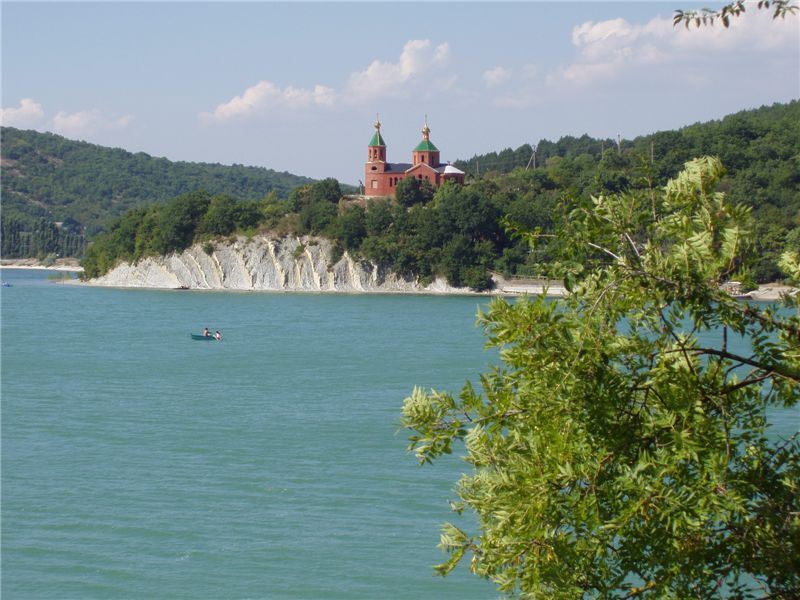
Lago Abráu

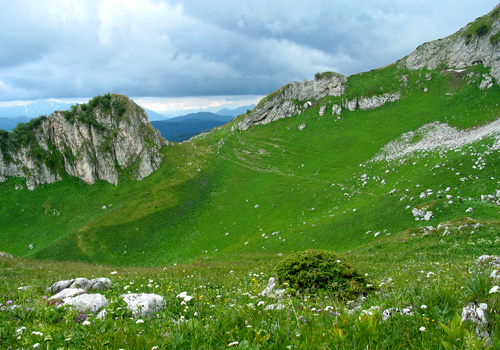
Prados alpinos en el raión de Apsheronsk

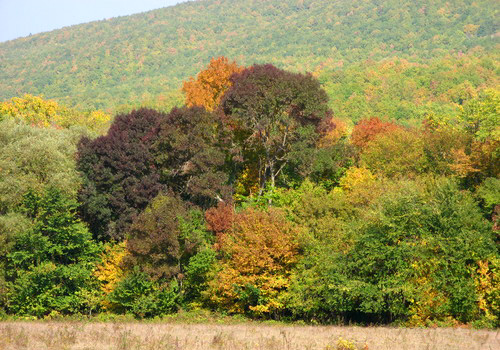
Bosque caducifolio en el raión de Abinsk

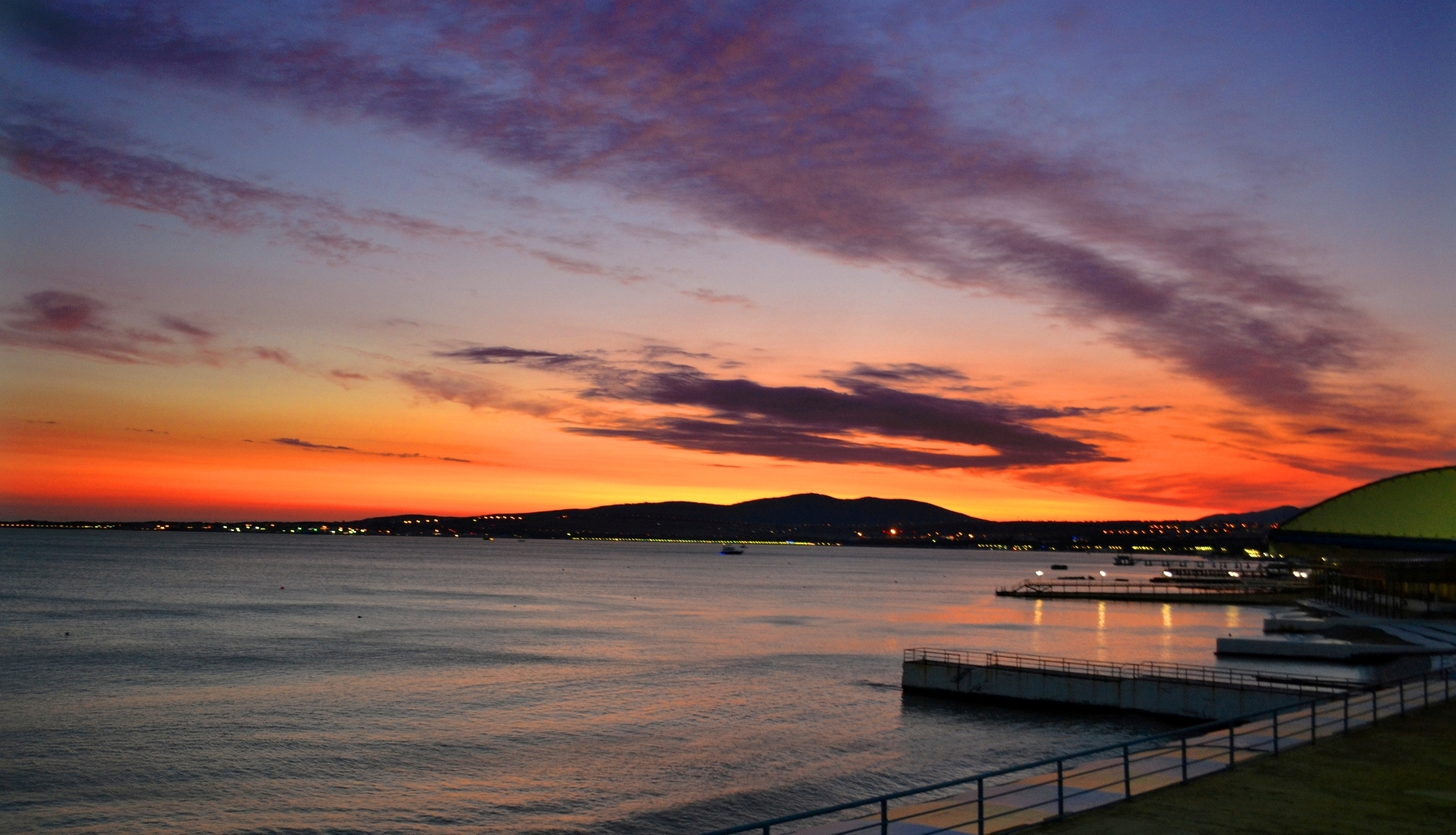
Puesta de sol en el mar Negro, Gelendzhik

El krai de Krasnodar rodea la parte occidental del Ciscaucasia y parte de las laderas septentrionales del Gran Cáucaso. Sus fronteras, en el sentido del reloj desde el oeste, son la península de Crimea (Territorio en disputa entre Rusia y Ucrania)—de la cual está separada por el estrecho de Kerch y el mar de Azov—óblast de Rostov, krai de Stávropol y la república de Karacháyevo-Cherkesia y la República de Abjasia, disidente del país de Georgia. El territorio de este krai, rodea la República de Adigueya. La frontera austral del krai de Krasnodar está formada por lo que queda de la costa del mar Negro de Rusia, con el puerto más importante (Novorossiysk) y el balneario (Sochi) en esta parte del país.
Geográficamente, el área está dividida en dos partes por el río Kubán. La parte norte, designada a menudo con el nombre Kubán, representa dos tercios del área del krai y está compuesta por llanuras correspondientes a la estepa póntica, y el tercio sur, el tercero en dirección al mar (históricamente conocido como Circasia) es la extremidad occidental del sistema montañoso del Cáucaso (el pico más alto es el Tsajvoa, 3345 m), dentro de la ecorregión del complejo forestal submediterráneo de Crimea. Los dos tercios septentrionales se ubican en la Estepa Póntica y comparte sus patrones climáticos continentales.
El mayor lago de la región es el lago Abráu, en la zona vinícola de Abráu-Diursó.

### Clima
Los dos tercios norte del territorio poseen un clima continental con inviernos relativamente fríos (en 2006 se registraron -33.7 grados en Krasnodar y veranos calurosos. La orilla del mar Negro, al norte de Tuapsé, tiene un clima mediterráneo, y al sur, un clima subtropical húmedo.

### Recursos naturales
El territorio del krai de Krasnodar encierra numerosos recursos naturales. Se concentran sobre todo en las zonas de montaña y sus piedemontes. Se han hallado yacimientos de petróleo, gas natural, marga, calcáreos, arena, grava, mineral de hierro, apatita y halita. El krai de Krasnodar fue la primera región de Rusia en explotar sus yacimientos de petróleo. La extracción comenzó en 1864.
Del mismo modo el krai encierra la más importante reserva de agua dulce subterránea de Europa, la cuenca de Kubán-Azov. Asimismo se encuentran reservas de aguas termales y minerales.
La madera constituye otro importante recurso para el krai. El bosque recubre una superficie de 18 000 km² y tiene una gran importancia ambiental. El roble y el haya ocupan respectivamente el 49% y el 19% de la superficie forestal.

### Zona horaria
El krai de Krasnodar se localiza en la Zona Horaria de Moscú (MSK/MSD). UTC +0300 (MSK)/+0400 (MSD).

## Historia
Antes de la revolución de octubre de 1917 la mayor parte del territorio del krai de Krasnodar moderno era parte del óblast de Kubán, creado en 1860 en los terrenos dominados por la hueste de cosacos del mar Negro, el sector occidental de la línea de defensa fortificada del Cáucaso. El óblast de Kubán era el territorio de la hueste de los cosacos del Kubán. En 1900 el óblast contaba con cerca de dos millones de habitantes. En 1913, el óblast de Kubán ocupaba la segunda posición en Rusia en cuanto a la producción grano y la primera en cuanto a la producción de pan. Se fomentó asimismo la industria activamente en cuanto a la elaboración de productos agrícolas y la industria química, favorecidas por la construcción del ferrocarril. Tras varias reformas administrativas, el krai de Krasnodar fue establecido el 13 de septiembre de 1937.

## Demografía

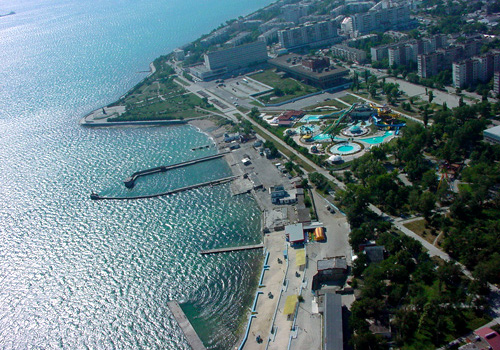
Novorosíisk.

El Kubán, cerca de Ust-Labinsk.

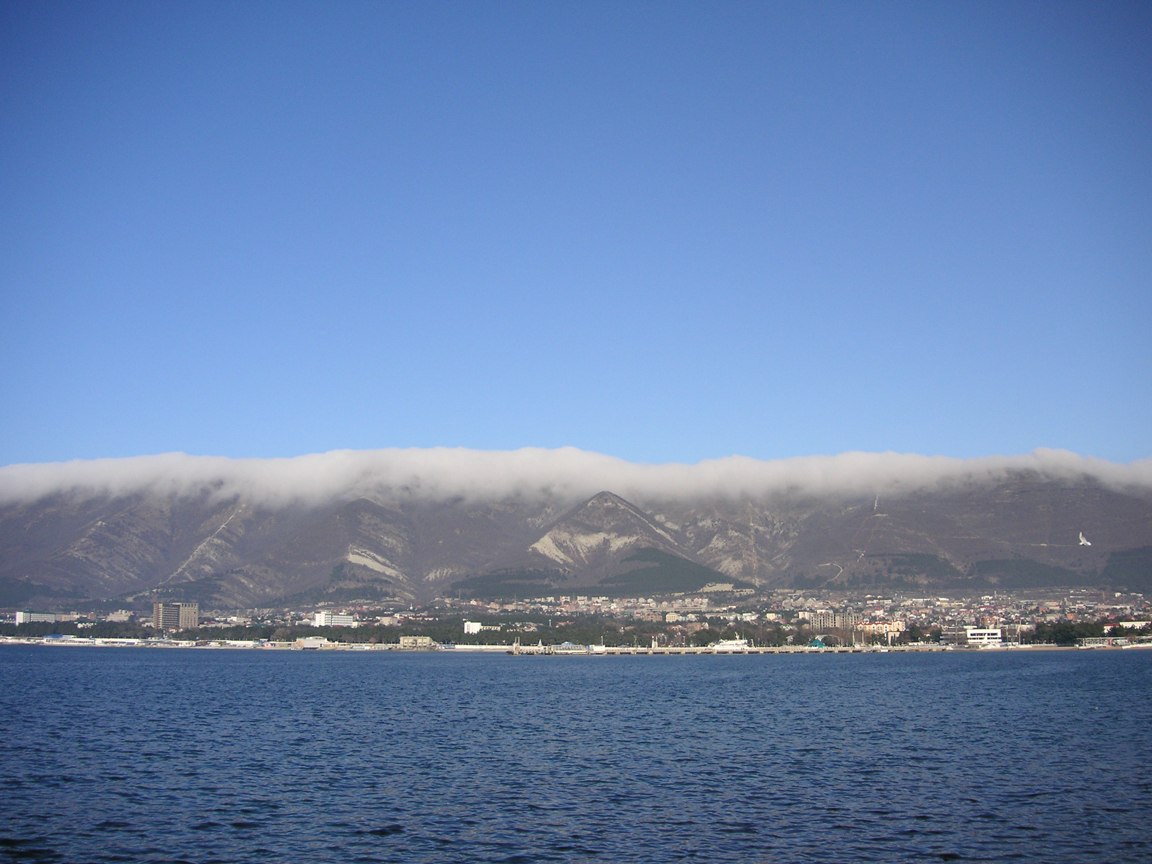
Vista del litoral en Gelendzhik.

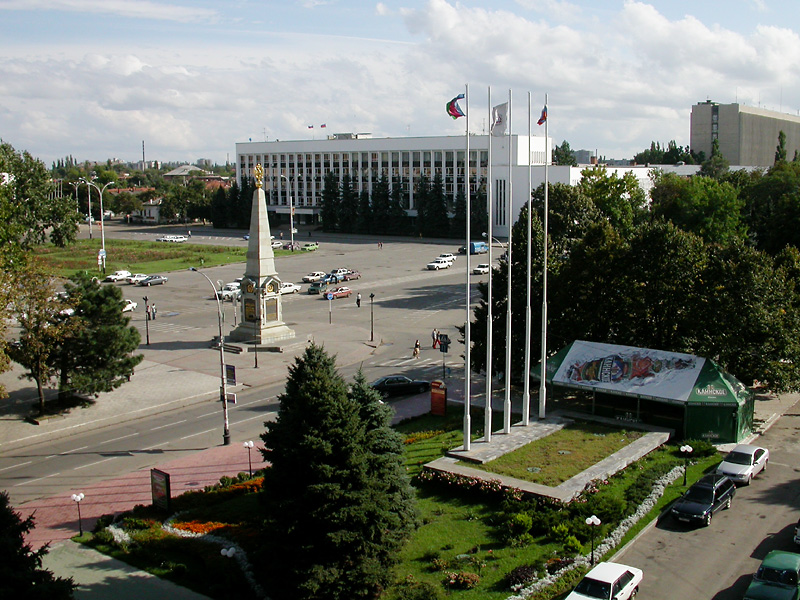
Plaza de la Revolución de Octubre, en Krasnodar.

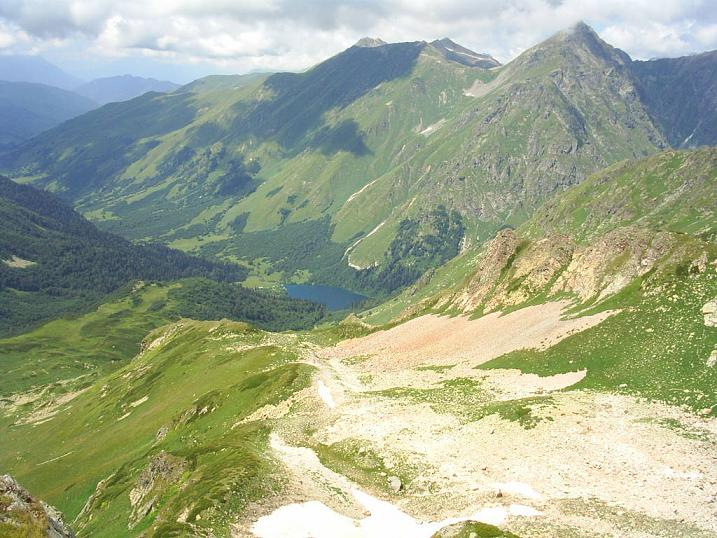
Lago Kardivach y valle del Mzimta, en la cordillera de Kutejeku, ókrug urbano de la Ciudad de Sochi.

Población: 5.125.221 (censo 2002); 5.113.148 (censo 1989). La población se concentra en la cuenca de drenaje del río Kubán, que tradicionalmente era tierra de los cosacos (ver Historia de los cosacos). Los cosacos de Kubán hoy en día son considerados como parte de una etnia rusa, aunque aún son una minoría importante en su derecho en esta área. Otros grupos étnicos notables son los armenios (la mayoría hamshenis cristianos) que se han establecido allí desde el siglo XVIII.
| Año  | Población total | Población de las ciudades |
| ---- | --------------- | ------------------------- |
| 1926 | 2934,0          | -                         |
| 1936 | 2889,0          | -                         |
| 1950 | 2994,0          | -                         |
| 1959 | 3438,7          | 1360,2                    |
| 1970 | 4124,2          | 1968,0                    |
| 1975 | 4310,0          | 2187,0                    |
| 1979 | 4410,3          | 2304,1                    |
| 1985 | 4600,0          | 2472,0                    |
| 1989 | 4680,6          | 2549,5                    |
| 1990 | 4700,0          | 2568,0                    |
| 1992 | 4797,0          | 2612,0                    |
| 1994 | 4940,0          | 2672,0                    |
| 1996 | 5044,0          | 2732,0                    |
| 1998 | 5075,0          | 2728,0                    |
| 2000 | 5067,5          | 2714,4                    |
| 2001 | 5058,4          | 2698,8                    |
| 2003 | 5125,2          | 2740,5                    |
| 2005 | 5100,3          | 2686,7                    |
| 2006 | 5096,6          | 2682,4                    |
| 2007 | 5101,1          | 2683,4                    |
| 2008 | 5121,8          | 2691,9                    |
| 2009 | 5141,9          | 2700,0                    |
| 2010 | 5161,0          | 2709,1                    |

### Grupos étnicos
El censo 2002 arrojó la existencia de 33 grupos étnicos de más de 2000 integrantes cada uno, haciendo de este Sujeto Federal uno de los más multiculturales de Rusia. Los habitantes se identificaron como miembros de más de 140 grupos étnicos, que incluyen los siguientes:
| Habitantes | Grupo étnico    | Porcentaje |
| ---------- | --------------- | ---------- |
| 4.418.715  | rusos           | 86,2%      |
| 274.566    | armenios        | 5,36%      |
| 131.774    | ucranianos      | 2,57%      |
| 26.540     | griegos         | 0,52%      |
| 26.260     | bielorrusos     | 0,51%      |
| 25.575     | tártaros        | 0,50%      |
| 20.225     | georgianos      | 0,40%      |
| 18.469     | alemanes        | 0,36%      |
| 17.542     | cosacos         | 0,34%      |
| 15.821     | adigios         | 0,31%      |
| 13.496     | turcos          | 0,26%      |
| 11.944     | azeríes         | 0,23%      |
| 10.873     | rumanos         | 0,21%      |
| 6.537      | moldavos        | 0,13%      |
| 5.022      | kurdos          | 0,10%      |
| 4.835      | mordovinos      | 0,10%      |
| 4.446      | circasianos     | 0,09%      |
| 4.441      | yazidios        | 0,09%      |
| 4.141      | ciuvasios       | 0,08%      |
| 4.133      | osetios         | 0,08%      |
| 3.764      | asirios         | 0,07%      |
| 3.752      | lezguinos       | 0,07%      |
| 3.425      | udmurtos        | 0,07%      |
| 3.289      | coreanos        | 0,06%      |
| 3.213      | shapsugos       | 0,06%      |
| 3.138      | búlgaros        | 0,06%      |
| 2.958      | polacos         | 0,06%      |
| 2.945      | judíos          | 0,06%      |
| 2.857      | chechenos       | 0,06%      |
| 2.723      | maris           | 0,05%      |
| 2.609      | tártaro-crimeos | 0,05%      |
| 2.210      | uzbekos         | 0,04%      |
| 2.061      | bashkires       | 0,04%      |

Un 0,26% de los habitantes declinó declarar su nacionalidad en el cuestionario del censo.

## Divisiones administrativas

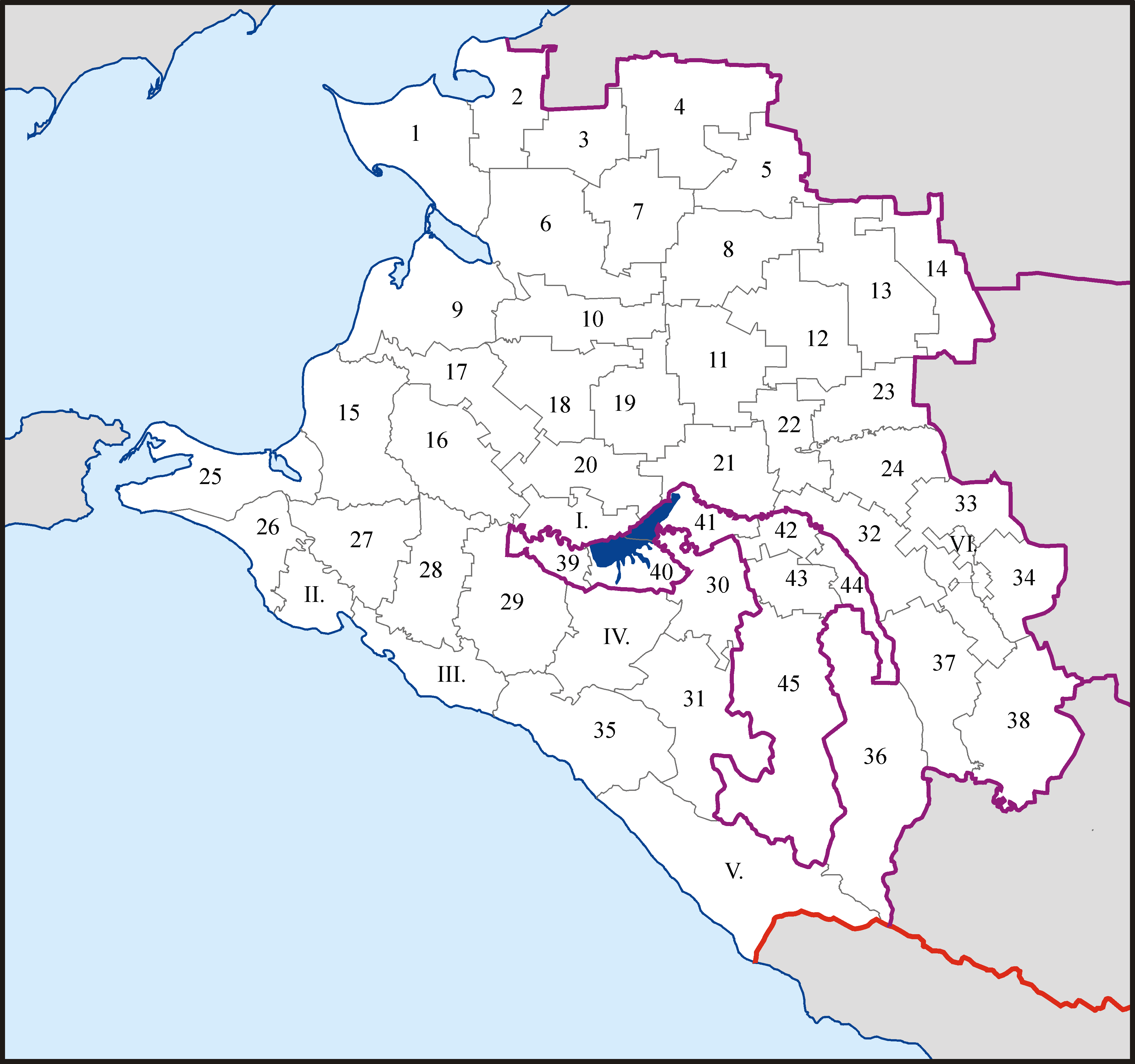
El krai de Krasnodar y sus divisiones (los números del mapa se indican a continuación del nombre de la región).

El krai de Krasnodar está dividido en siete ókrugs urbanos y 37 raiones:
- Entidades municipales urbanas y sus centros:
  - Ciudad de Krasnodar — Krasnodar (I)
  - Ciudad de Novorosíisk — Novorosíisk (II)
  - Ciudad-balneario de Gelendzhik — Gelendzhik (III)
  - Ciudad de Goriachi Kliuch — Goriachi Kliuch (IV)
  - Ciudad-balneario de Sochi — Sochi (V)
  - Ciudad de Armavir — Armavir (VI)
  - Ciudad-balneario de Anapa — Anapa (26)

- Raiones y sus centros administrativos:
  - Raión de Abinsk (28) — ciudad Abinsk
  - Raión de Apsheronsk (31) — ciudad Apsheronsk
  - Raión de Bélaya Glina (14) — selo Bélaya Glina
  - Raión de Beloréchensk (30) — ciudad Beloréchensk
  - Raión de Briujovétskaya (10) — stanitsa Briujovétskaya
  - Raión de Dinskaya (20) — stanitsa Dinskaya
  - Raión de Gulkévichi (24) — ciudad Gulkévichi
  - Raión de Kalininskaya (17) — stanitsa Kalíninskaya
  - Raión de Kanevskaya (6) — stanitsa Kanevskaya
  - Raión de Kavkázskaya (23) — ciudad Kropotkin
  - Raión de Korenovsk (19) — ciudad Korenovsk
  - Raión de Krasnoarméiskaya (16) — stanitsa Poltávskaya
  - Raión de Krylovskaya (5) — stanitsa Krylovskaya
  - Raión de Krymsk (27) — ciudad Krymsk
  - Raión de Kurgáninsk (32) — ciudad Kurgáninsk
  - Raión de Kushchóvskaya (4) — stanitsa Kushchóvskaya
  - Raión de Labinsk (37) — ciudad Labinsk
  - Raión de Leningrádskaya (7) — stanitsa Leningrádskaya
  - Raión de Mostovskói (36) — posiólok Mostovskói
  - Raión de Novokubansk (33) — ciudad Novokubansk
  - Raión de Novopokróvskaya (13) — stanitsa Novopokróvskaya
  - Raión de Otrádnaya (38) — stanitsa Otrádnaya
  - Raión de Pávlovskaya (8) — stanitsa Pávlovskaya
  - Raión de Primorsko-Ajtarsk (9) — ciudad Primorsko-Ajtarsk
  - Raión de Séverskaya (29) — stanitsa Séverskaya
  - Raión de Shcherbinovski (2) — stanitsa Staroshcherbinóvskaya
  - Raión de Slaviansk (15) — ciudad Slaviansk-na-Kubani
  - Raión de Starominskaya (3) — stanitsa Starominskaya
  - Raión de Tbilískaya (22) — stanitsa Tbilískaya
  - Raión de Temriuk (25) — ciudad Temriuk
  - Raión de Tijoretsk (12) — ciudad Tijoretsk
  - Raión de Timashovsk (18) — ciudad Timashovsk
  - Raión de Tuapsé (35) — ciudad Tuapsé
  - Raión de Uspénskoye (34) — selo Uspénskoye
  - Raión de Ust-Labinsk (21) — ciudad Ust-Labinsk
  - Raión de Výselki (11) — stanitsa Výselki
  - Raión de Yeisk (1) — ciudad Yeisk

## Economía
Destacan en la estructura del PIB del krai el transporte (16,2 %, frente al 8.2% de toda Rusia) y la agricultura (16 % contra 7,8 % en Rusia). El peso específico de la industria en comparación con los porcentajes medios de la Federación es de la mitad (16 % respecto al 33 % en la Federación Rusa y el 23 % en el Distrito Federal Sur).
La industria está centrada en la transformación de las producciones locales. El sector alimenticio ocupa el 42,8 % del volumen general de la producción industrial; por detrás de él van la industria electroenergética (13,4 %), la producción de combustible (10,5 %), la ingeniería mecánica y la industria metalúrgica (9,4 %) y la industria de los materiales de construcción (7,9 %). Los sectores químico y de la madera representan un 3-4 % de la producción industrial.
El turismo es un sector crecientemente importante en el krai, tanto en la costa como en las zonas de montaña y estepa. Sochi, Gelendzhik y Anapa son centros turísticos a nivel nacional. A nivel regional son importantes en este sentido la región de Tuapsé, Yeisk y Goriachi Kliuch. Se pueden además destacar el raión de Abinsk, el raión de Apsheronsk, el raión de Yeisk, el raión de Mostovskói, el raión de Slaviansk, el raión de Temriuk y los alrededores de Novorosíisk.

## Transporte
El krai de Krasnodar cuenta con cinco aeropuertos, operados por Basel Aero (Базэл Аэро). Los de Krasnodar, Sochi y Anapa son aeropuertos internacionales. Gelendzhik y Yeisk son para vuelos nacionales.
Por el krai de Krasnodar pasan la carretera federal M4 Moscú-Novorossisk (parte de la ruta europea E115), la autopista M29 Cáucaso (parte de la ruta europea E50), la autopista M25 Novorossisk-estrecho de Kerch (parte de la ruta europea E97), la autopista M27 Dzhubga-frontera con Abjasia (parte de la ruta europea E97) y las carreteras A146, A148 y P253. Hay proyectos para construir un puente entre la península de Crimea y el krai, entre Ucrania y Rusia.
Los ferrocarriles de la región son propiedad de RZhD y están vinculados al ferrocarril del Cáucaso Norte. Las líneas que pasan por el krai se dirigen hacia el krai de Stávropol, Abjasia y Ucrania) (por Crimea, mediante un ferry para trenes).
Las ciudades portuarias en el mar de Azov son Yeisk y Temriuk. En el mar Negro se hallan Port Kavkaz, Tamán, Anapa, Novorossisk, Gelendzhik, Tuapsé y Sochi.